# In What Direction Are You Headed?
In What Direction Are You Headed? (deutsch In welche Richtung gehen Sie?) ist ein Jazzalbum von Joe Farnsworth. Die am 31. August 2022 im Sear Sound Studio C, New York City entstandenen Aufnahmen erschienen am 19. Mai 2023 auf Smoke Sessions.

## Hintergrund
Auf dem Album spielt der Schlagzeuger Joe Farnsworth mit zwei Musikern der jüngeren Generation, dem Altsaxophonisten Immanuel Wilkins und dem Pianisten Julius Rodriguez. Des Weiteren wirkten der Gitarrist Kurt Rosenwinkel und der Bassist Robert Hurst mit. Der Titel des Albums und das Titelstück beziehen sich aus den Versuch, eine Brücke zwischen den Generationen zu schlagen, eine Möglichkeit für Farnsworth, seiner Generation zu zeigen, dass er sich nicht weit von seinen Wurzeln entfernt, aber dennoch vorwärts gehen möchte, um in einer genreübergreifenden Haltung eine Gruppe aktueller Musiker einzubeziehen.
Farnsworth hatte öfters im New Yorker Jazzclub Smalls und Mezzrow viele Gigs gespielt und Musiker engagiert, die er nicht kannte, „nur um zu sehen, was sie vorhatten; es ist dasselbe, was Art Blakey getan hat“, sagte Farnsworth in einem Interview. „Und dann bekam ich einen Anruf von Kurt Rosenwinkel, ob ich im Village Vanguard spielen wolle. Ich hatte zuvor noch nie mit ihm gespielt. Ich hatte seine Musik noch nie gehört.“
Farnsworth spielte das Titelstück zum ersten Mal mit dem 2019 verstorbenen Pianisten Harold Mabern im Village Vanguard.

## Titelliste

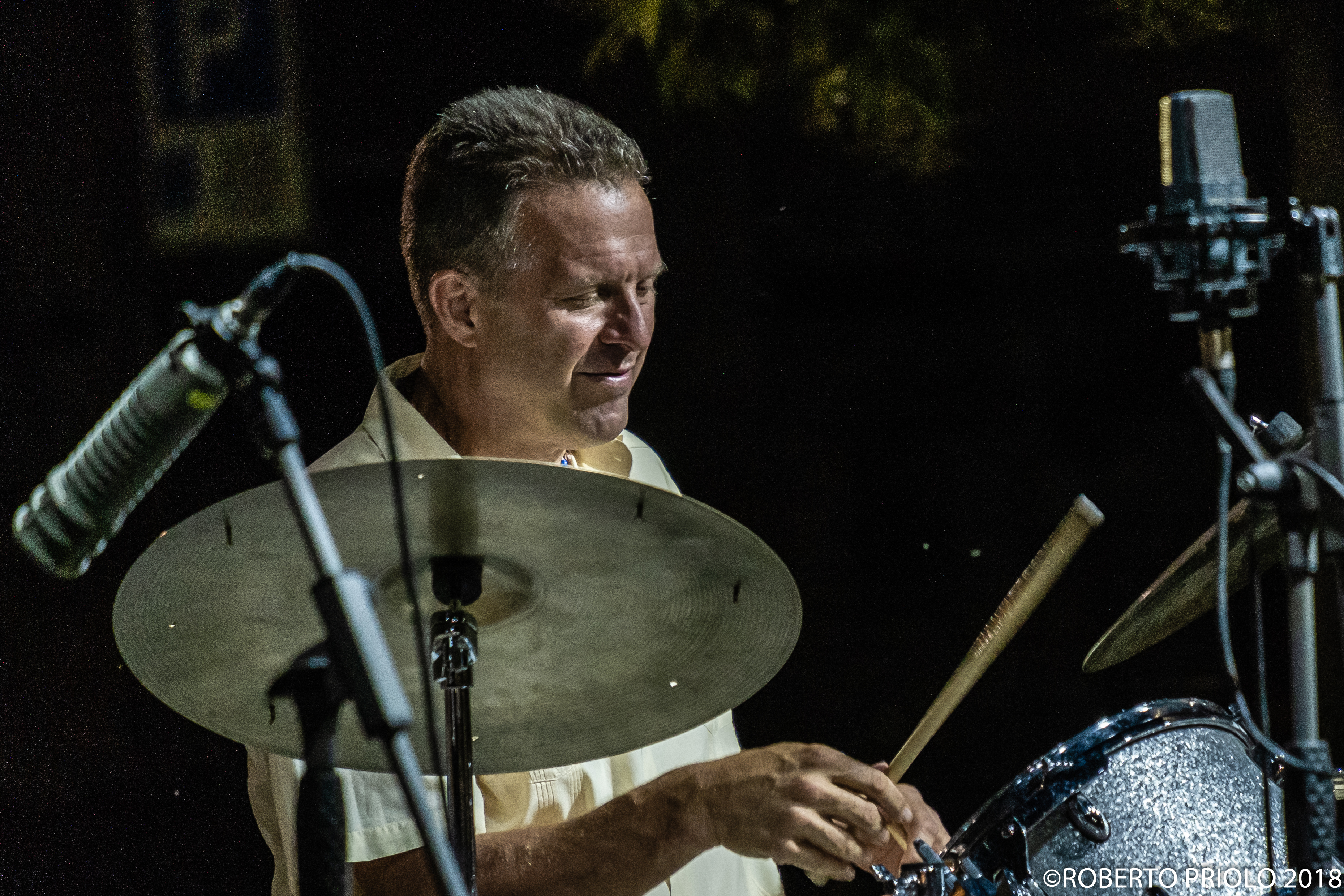
Joe Farnsworth (2018)

- Joe Farnsworth: In What Direction Are You Headed? (Smoke Sessions)

1. Terra Nova (Rosenwinkel) 7:13
2. Filters (Rosenwinkel) 9:29
3. In What Direction Are You Headed? 10:33
4. Composition 4 (Wilkins) 5:00
5. Anyone but You (Rodriguez) 7:24
6. Safe Corners 6:44
7. Bobby No Bags 5:31
8. Someday We’ll All Be Free 9:55

Wenn nicht anders vermerkt, stammen die Kompositionen von Joe Farnsworth.

## Rezeption
Das Album wurde von der Jazzkritik durchweg gelobt; Immanuel Wilkins und Kurt Rosenwinkel würden eine hervorragende Frontline aus luftigem Altsaxophon und ätherischer E-Gitarre bieten, schrieb Chris Pearson in The Times. Julius Rodriguez sitze ruhig am Piano, doch der Schlagzeuger und sein Bassist Robert Hurst reagierten mit einer Art sauerstoffhaltiger Energie. „Balladen gleiten und Fahnenschwenker fliegen.“

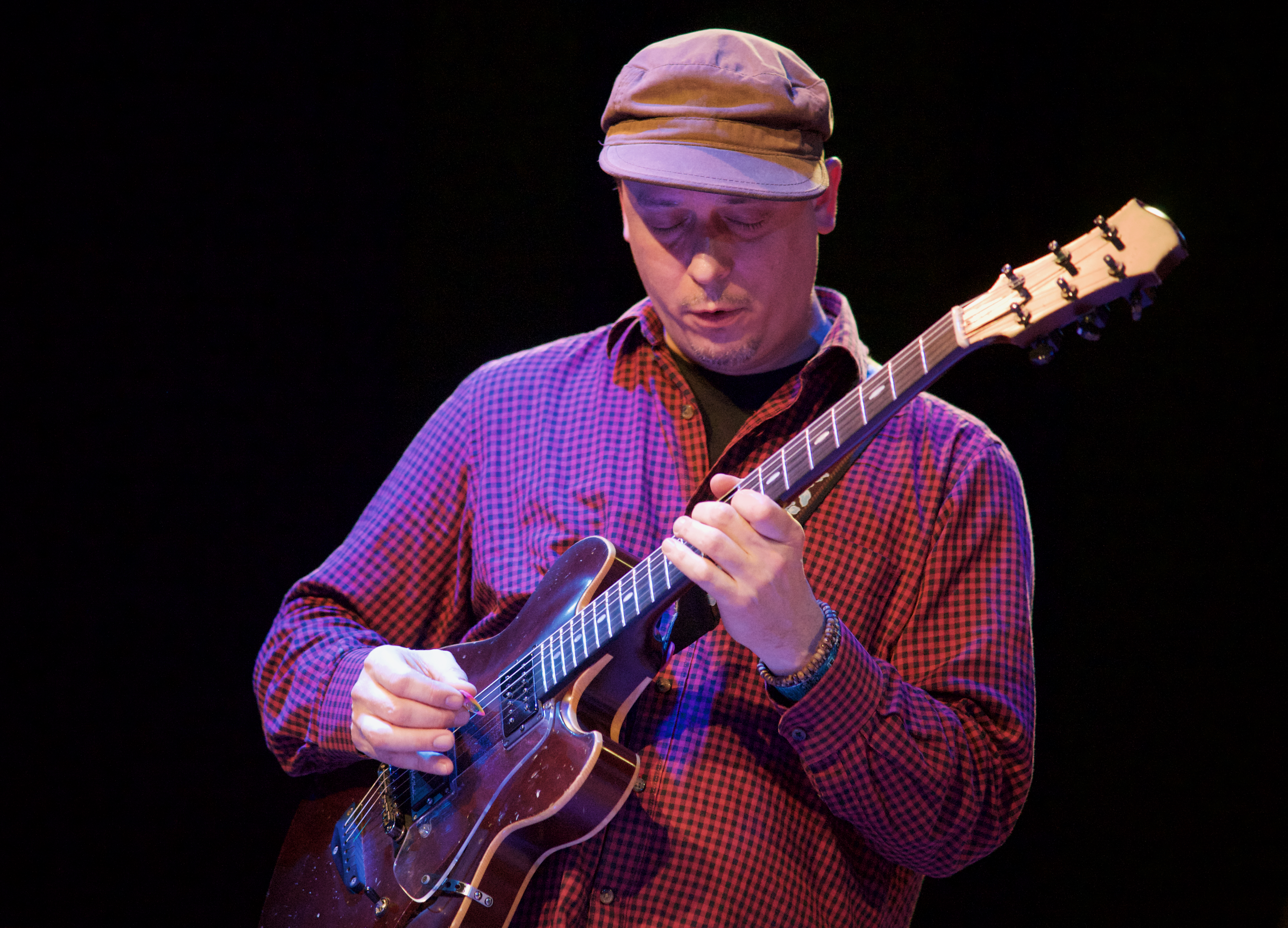
Kurt Rosenwinkel mit dem Jeff Tain Watts Trio im BIM Amsterdam 2018

Farnsworth sei stets ein „Musician’s musician“ gewesen, in der Lage, fast jedes Ensemble zuverlässig zu unterstützen, schrieb Jeff Cebulski in Chicago Jazz. Obwohl allgemein bekannt für seine „Old-School“-Haltung hinter Post-Bop-Künstlern, sei dieses Album eine geschickte Abkehr von seiner üblichen Vorgehensweise, indem er eine neue Generation von Spielern einbeziehe und gleichzeitig einen erfahrenen Rhythmuskern im Mittelpunkt behalte, wodurch ein Geflecht aus Generationen entstehe. Joe Farnsworth würde in hervorragender Form nicht nur sein umfassendes Talent, sondern auch seine Weisheit unter Beweis stellen und eine Vision für die Zukunft des Jazz entwerfen, die aber die Blues-Wurzeln des Genres nicht vernachlässige und sich dennoch weiterentwickle.
Konstantin N. Rega (Spectrum Culture) sieht in Farnsworths Album eine Tendenz hin zu weniger melodischem und mehr spontanerem Spiel. Mit seinen Mitmusikern würde Farnsworth versuchen, einen etwas neueren Sound zu finden, eine andere Version seiner selbst als Musiker. Dem gegenüber seien seine beiden früheren Aufnahmen für Smoke Sessions (von 2020/21) angenehm und unterhaltsam gewesen; eher traditioneller Jazz, mit weniger Improvisationen, die durch die Klanglandschaften wirbeln. Während Wynton Marsalis und dann Kenny Barron bei seinen Vorgänger-Projekten eine herausragende Rolle gespielt hätten, sei nun Rosenwinkel der wichtigste Mitarbeiter, um den herum dieses Album entstand. Und es sorge auf jeden Fall für etwas Unerwartetes und Faszinierendes.
Farnsworth habe sich seinen Ruf als einer der besten Straight-Ahead-Schlagzeuger im Jazz für Größen wie Wynton Marsalis und George Coleman gemacht, so Jim Hynes (Making a Scene). Aber wie der Titel schon sagt, vollziehe der Schlagzeuger mit dieser Aufnahme einen Wandel. Anstatt die Älteren zu unterstützen, wende er sich an die Mitglieder seiner und die einer jüngeren Generation in der modernsten Umgebung, in der er je gespielt habe. Welche Richtung auch immer Farnsworth einschlage, es werde sich wahrscheinlich als fruchtbar erweisen, und dies sei ganz sicher der Fall, da es einer der ersten Favoriten für einen der besten Alben des Jahres sei.